# Amanipodagrion gilliesi
Amanipodagrion gilliesi är en trollsländeart som beskrevs av Elliot C.G. Pinhey 1962. Amanipodagrion gilliesi ingår i släktet Amanipodagrion och familjen Megapodagrionidae. IUCN kategoriserar arten globalt som akut hotad. Inga underarter finns listade i Catalogue of Life.

## Bildgalleri